# Gianna Angelopoulos
Gianna Angelopoulos-Daskalaki (in greco Γιάννα Αγγελοπούλου-Δασκαλάκη?; Candia, 12 dicembre 1955) è una politica greca.
Nel 1986 fu eletta consigliere comunale di Atene nella lista capeggiata da Miltiadīs Evert. Nel 1989 fu eletta deputato al parlamento greco.
È nota soprattutto per aver guidato con successo la candidatura di Atene per l'edizione della XXVIII Olimpiade, e in seguito come presidente del comitato organizzatore.

## Gli anni giovanili
Gianna Angelopoulos è figlia di Fricsos Daskalaki (Φρίξος Δασκαλάκης), un impiegato di Iraklion, noto per la sua amicizia con il dittatore Stiliano Pattakos. Conseguita con ottimi voti la maturità classica nel liceo della sua città natale, si iscrisse alla facoltà di Giurisprudenza presso l'Università Aristotelica di Salonicco. Dopo la laurea si sposò con l'imprenditore Parthenis ed ebbe una figlia.

## Una folgorante carriera politica
Dopo il divorzio da Parthenis, Gianna intraprese una folgorante carriera politica, partecipando alle elezioni comunali di Atene nel 1986, iscritta nella lista "Nuova Era" (Nea Epochì), capeggiata dall'aspirante sindaco Miltiadīs Evert. Fu nominata consigliere comunale. Si dimise dalla carica per partecipare alle legislative del novembre 1989 ed alle successive dell'aprile del 1990, iscritta nel ruolo del primo collegio elettorale di Atene, militante per il partito Nuova Democrazia. Vinse entrambi gli scrutini nonostante il suo nome fosse completamente sconosciuto all'elettorato greco; merito di una sapiente quanto costosa campagna elettorale e si cominciarono a fare illazioni su chi fosse il suo pigmalione politico.

## Il secondo matrimonio
Nel 1990 Gianna Daskalaki convolò a nuove nozze con l'industriale Teodoro Angelopoulos, conosciuto poco prima ad Istanbul, dove si era recata come membro di una delegazione del parlamento greco che doveva presenziare alla cerimonia inaugurale della nuova sede del Patriarcato ortodosso. In seguito al matrimonio rassegnò le dimissioni da deputato nelle mani di Costantino Mitsotakis. Dal matrimonio nacquero due figli: Panayotis nel 1991 e Angelina Olimpiada nel 1992.

## Le Olimpiadi di Atene 2004
Nel 1993 il primo ministro Andreas Papandreou la nominò presidente del comitato organizzativo di Atene 2004 con il compito di promuovere la candidatura della capitale greca in lizza con altre città (tra cui Roma) per ospitare la XXVIII Olimpiade. La capitale greca, il 5 settembre 1997, ottenne l'organizzazione dell'evento 104 anni dopo la prima Olimpiade. Dopo che il CIO constatò dei ritardi nella preparazione dell'evento, ella fu chiamata anche a presiedere il comitato organizzatore.

## L'ingresso nell'alta società
Un anno dopo il matrimonio, il secondo marito di Gianna comprò un maniero nel quartiere londinese di Chelsea: "The old Rectory", adibito nei secoli precedenti a scuderie reali. Il prezzo pagato per l'acquisto della proprietà, che comprendeva due ettari di terreno con 10 stanze da bagno e una grande sala da ballo, fu di 40.000.000 di sterline, uno dei prezzi più alti mai pagato a Londra per l'acquisto di una casa privata. Sempre a Londra la Angelopoulos aprì uno studio legale.
La notizia fece scalpore in Grecia, dove la famiglia Angelopoulos era nota per il suo attaccamento alla religione ortodossa e per il suo stile di vita austero che non concedeva spazio alla benché minima manifestazione di lusso.

### Il "revival" del mito di Jacqueline Kennedy
Il 2 luglio del 1995, in un servizio trasmesso dai telegiornali greci sul matrimonio di Paolo Principe ereditario di Grecia, svoltosi a Londra il giorno precedente, Gianna Angelopoulos apparse tra gli illustri invitati, per pochi istanti, indossando abiti di alta moda, che ricordavano quelli portati un cinquantennio prima da Jacqueline Kennedy. Fu sufficiente perché i riflettori si accanissero ancor più che in passato sulla nuova dama e vari rotocalchi greci le dedicassero le loro copertine. Precedentemente le era stato già dedicato qualche reportage in cui Gianna appariva in tenuta sportiva sul lussuoso yacht appena comprato da Teodoro subito dopo le nozze quasi a voler rinnovare la leggenda del "Christina", lo yacht che fu di Aristotele Onassis. Anche in questo caso la "mise" era la stessa di quella indossata da Jacqueline Kennedy sul Christina: pantaloni bianchi, maglione blu e grandi occhiali da sole.

## Il Pomo della discordia
Le ingenti spese sostenute dalla famiglia Angelopoulos per soddisfare il desiderio di mondanità di Gianna provocarono la reazione di suo cognato Costantino il quale fece appello alla magistratura greca. Citò in giudizio il fratello Teodoro accusandolo di dilapidare il patrimonio paterno e chiedendo un risarcimento di oltre 300 milioni di dollari. Costantino accusava Teodoro di aver fatto sparire danaro dalle casse di molte aziende di famiglia, di aver falsificato il bilancio di altre così da farle apparire indebitate, danneggiando i propri interessi di coerede. Per quanto riguardava la scelta di Atene come sede della XXVIII Olimpiade, Costantino eccepì che né sua cognata né il comitato promotore da lei presieduto avrebbero potuto ottenere il minimo risultato presso il CIO se non ci fosse stato a monte il patrimonio della propria famiglia.
Il 31 dicembre 1998 nella disputa tra i due fratelli intervenne il novantenne padre Panayotis; dalla sua residenza svizzera inviò un FAX ai maggiori quotidiani greci con un laconico testo affinché fosse pubblicato (dietro compenso) sulle loro pagine. Il contenuto del comunicato stampa era il seguente:
- A Costantino (affido) la direzione delle mie imprese che hanno sede in Grecia.
- A Teodoro (affido) la direzione delle mie imprese che hanno sede all'estero (all'esterno della Grecia).

### Rifiuto della candidatura a sindaco di Atene
Nel 2006 Gianna Angelopoulos rifiutò la candidatura a sindaco della città di Atene con la motivazione (poi smentita) che la Grecia, pur piacevole, era una nazione difficile e che non poteva offrire un'educazione adeguata ai suoi figli. 
L'anno successivo entrò in possesso del quotidiano Eleftheros Typos, molto probabilmente su richiesta di Miltiadīs Evert, suo mentore politico di un tempo.